# COGOG

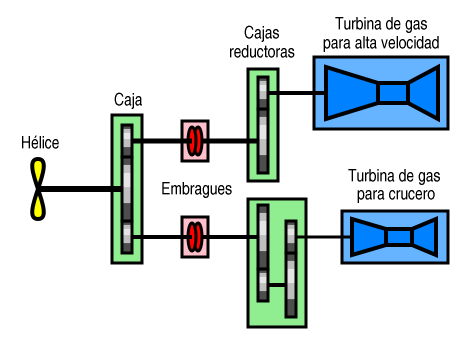
Esquema de un sistema de propulsión COGOG.

COGOG (COmbined Gas Or Gas - combinado gas o gas) es un sistema de propulsión naval para naves equipadas con turbinas de gas. Emplea una turbina de baja potencia y alta eficiencia para velocidades de crucero, y una de alta potencia para operaciones que requieren alta velocidad. Un embrague permite seleccionar cualquiera de las dos turbinas, pero no hay una caja de transmisión que permita emplear ambas simultáneamente. La ventaja que presenta esta configuración es la de no requerir el uso de cajas de transmisión pesadas, caras y sujetas a potenciales fallas. Los destructores Tipo 42 de la Marina Real británica y los MEKO 360 de la Armada Argentina (MEKO 360) usan sistemas COGOG.